# Austrolebias paranaensis
Austrolebias paranaensis és un peix de la família dels rivúlids i de l'ordre dels ciprinodontiformes que es troba a Sud-amèrica.